# Кислотність ґрунту

Карта кислотности ґрунтів (1998).
Кислі ґрунти
Нейтральні ґрунти
Лужні ґрунти
Дані відсутні

Кислотність ґрунтів (англ. Soil pH) — їх властивість, зумовлена наявністю в ґрунтовому розчині водневих (Н+) іонів, що впливає на доступність поживних речовин для засвоєння коренями рослин. Подається через рН (від'ємний логарифм концентрації іонів водню). Кислі ґрунти мають рН менше 7, нейтральні — близько 7, а лужні — понад 7. Найсприятливішими для росту і розвитку більшості сільсько-господарських культур і ґрунтової біоти (мікроорганізми, водорості, гриби) є нейтральні та слабокислі ґрунти. Організми, які надають перевагу кислим ґрунтам, називаються ацидофітами (рослини) та ацидофілами (тварини). Закислені ґрунти меліораційно розкисляють, лужні закислюють.
Зростаюча кислотність ґрунтового покриву — одна з найгостріших глобальних проблем сучасності: закислення вже провапнованих і появу кислих ґрунтів там, де їх раніше не було, спостерігають в Україні, у східних районах США, Канаді, Німеччині, Великий Британії, Бельгії, Польщі, Молдові, країнах Балтики.

## Механізми закислення ґрунтів
Закислення ґрунтів відбувається як природнім чином, так і під впливом людини. Серед природних механізмів:
- Ґрунти, які розвиваються з граніту, кисліші за ті, що розробляються зі сланців або вапняків.[5]
- Вимивання. Загалом кислі ґрунти характерні для районів з високою кількістю опадів. Дощ і сніг підвищують кількість вологи в ґрунті, і концентрація кальцію і магнію в ґрунтовому розчині знижується: їх іони з частинок ґрунту переходять в ґрунтовий розчин і з ним вимиваються з ґрунту. Їх місце на частинках ґрунту займають катіони H+, ґрунт підкисляється. Там, де кількість опадів перевищує 500 мм/рік, кальцій щорічно значно вимивається. Приблизно така ж кількість кальцію виноситься з ґрунту з високим урожаєм.[1]
- Розпад органіки. Розпад органічної речовини виробляє іони водню Н+. Проте, як і внаслідок опадів, розвиток кислих ґрунтів від розкладання органіки в короткостроковій перспективі є незначним.[5]
- Вуглекислий газ. CO2 виділяється корінням живих рослин при диханні, а також під час розпаду органічних речовин/добрив, при зростанні активності мікроорганізмів. Розчинення СО2 у ґрунтовій воді запускає безперервне утворення водневих іонів H+. Розчинений СО2 є потужним розчинником сполук кальцію, переводячи, зокрема нерозчинний карбонат кальцію CaCO3 в розчинний бікарбонат кальцію Ca(HCO2)2, котрий вимивається.[1]

Антропогенні фактори закислення ґрунтів значно більш руйнівні за природні: 
- Найважливішу роль відіграє урожай високопродуктивних культур. Під час росту с/г культури поглинають основні елементи (кальцій, магній та калій) на свої харчові потреби. Більша частина цих основних речовин видаляється з поля для зростання врожаю. У порівнянні з листям та стеблом, зерно містить мінливі кількості цих основних поживних речовин. Тому збирання високопродуктивних кормів (свинорій пальчастий та люцерна) впливає на кислотність ґрунту більше, ніж збирання зерна.[5]
- Кислотні дощі. За даними ЮНЕСКО, в атмосферу надходить 109 тон/рік кислотних реагентів (газ та аерозоль) сульфуру, нітрогену, карбону і хлору. З їх окисленням і конденсацією утворюються сульфатна, нітратна, карбонатна та хлоридна кислоти, що випадають з дощами на землю[4].
- Мінеральні добрива. Необгунтовано високе застосування хімізації в землеробстві на фоні низького використання органічних добрив є одним з чинників глобального закислення[4]. Внесення, наприклад сірчанокислого амонію або сірки теж може окисляти ґрунт.[1] Вважається, що азотні добрива підвищують проблеми кислотності ґрунту.[5]

## Визначення рівня кислотності
- Точно визначити рівень рН ґрунтової суміші можна лише в лабораторних умовах.
- Лакмусовий (індикаторний) папір: водний розчин лужного ґрунту забарвлює стандартний індикаторний папір в синій колір.
- Вапно (луг) у ґрунті виявляють розчини кислот: соляної, оцтової, оцту столового[2] (реакцією з виділенням СО2, тобто піною й шипінням, якщо вапно присутнє: ґрунт нейтральний чи лужний).[6] Якщо вапна недостатньо (кислий ґрунт), то реакції не відбудеться.
- 3-4 листки чорної смородини, настояні в склянці окропу до кімнатної температури, в суміші з ґрунтом забарвлюють розчин у: червоний (pH 3,5-4,5), рожевий (pH 4,5-6,5), зелений (pH близько 7) чи блакитний (pH 7 і вище).[2]
- Рослини-індикатори: які рослини природньо приживаються на ділянці. Гортензія в кислих грунтах цвіте яскраво-синім, в недостатньо кислих жовто-зеленим.[7]

## Класифікація та характеристики ґрунтів за кислотністю
За рівнем рН ґрунти поділяють на кислі, слабокислі, нейтральні та лужні: чим вищий рН, тим лужніший ґрунт. 
| Ґрунти за кислотністю        | pH-реакція ґрунтового розчину | pH-реакція ґрунтового розчину | pH-реакція ґрунтового розчину | pH-реакція ґрунтового розчину | Типи та характеристики ґрунтів | Типи та характеристики ґрунтів | Типи та характеристики ґрунтів                                                                                                  | Рослини, які надають перевагу таким ґрунтам                                                       | Корекція |
| Ґрунти за кислотністю        | pH                            | Дод.                          | Клас ґрунту                   | За NRCS                       | Типи та характеристики ґрунтів | Типи та характеристики ґрунтів | Типи та характеристики ґрунтів                                                                                                  | Рослини, які надають перевагу таким ґрунтам                                                       | Корекція |
| Дуже сильнокислі             | 3                             | < 4,5                         | < 4,0 (дуже кислі)            | < 3.5 (ультракислі)           | Кислі                          | Торф'яні ґрунти з верхового торфу (3.0, 3,5-5,5) | Токсичні для коренів | хвойні, гіпоарктичні чагарники, рослини торфовищ, багато гірських рослин (кислі силікатні породи) | Розкислення кальцієм:вапно, доломітове борошно, фосфоритне борошно, низинний торф, лесоподібні карбонатні суглинки, дефекат, органо-мінеральні компости     |
| Дуже сильнокислі             | 3                             | < 4,5                         | < 4,0 (дуже кислі)            | < 3.5 (ультракислі)           | Кислі                          | Дерново-підзолисті, дернові опідзолені, сірі лісові, буроземно-підзолисті, буроземи кислі та інші ґрунти України. Глинисто-дернові, хвойні (4-5). Дернова земля рН 5-6, листова земля, соснова кора (4-4,5), сфагнум (4). Сирі затінені ділянки. | Токсичні для коренів | хвойні, гіпоарктичні чагарники, рослини торфовищ, багато гірських рослин (кислі силікатні породи) | Розкислення кальцієм:вапно, доломітове борошно, фосфоритне борошно, низинний торф, лесоподібні карбонатні суглинки, дефекат, органо-мінеральні компости     |
| Дуже сильнокислі             | 3                             | < 4,5                         | < 4,0 (дуже кислі)            | 3.5–4.4 (екстремально кислі)  | Кислі                          | | Токсичні для коренів | хвойні, гіпоарктичні чагарники, рослини торфовищ, багато гірських рослин (кислі силікатні породи) | Розкислення кальцієм:вапно, доломітове борошно, фосфоритне борошно, низинний торф, лесоподібні карбонатні суглинки, дефекат, органо-мінеральні компости     |
| Сильнокислі                  | 4                             | 4,5–5                         | 4,1-4,5 (сильно кислі)        | 4.5–5.0 (дуже сильнокислі)    | Кислі                          | Гірша фільтраційність, капілярність і проникність | | хвойні, гіпоарктичні чагарники, рослини торфовищ, багато гірських рослин (кислі силікатні породи) | Розкислення кальцієм:вапно, доломітове борошно, фосфоритне борошно, низинний торф, лесоподібні карбонатні суглинки, дефекат, органо-мінеральні компости     |
| Сильнокислі                  | 4                             | 4,5–5                         | 4,5-5 (кислі)                 | 4.5–5.0 (дуже сильнокислі)    | Кислі                          | Гірша фільтраційність, капілярність і проникність | | хвойні, гіпоарктичні чагарники, рослини торфовищ, багато гірських рослин (кислі силікатні породи) | Розкислення кальцієм:вапно, доломітове борошно, фосфоритне борошно, низинний торф, лесоподібні карбонатні суглинки, дефекат, органо-мінеральні компости     |
| Помірнокислі (середньокислі) | 5                             | 5–5,5                         | 5,0-5,5 (слабо-кислі)         | 5.1–5.5 (сильнокислі)         | Кислі                          | Гірша фільтраційність, капілярність і проникність | | хвойні, гіпоарктичні чагарники, рослини торфовищ, багато гірських рослин (кислі силікатні породи) | Розкислення кальцієм:вапно, доломітове борошно, фосфоритне борошно, низинний торф, лесоподібні карбонатні суглинки, дефекат, органо-мінеральні компости     |
| Помірнокислі (середньокислі) | 5                             | 5–5,5                         | 5,0-5,5 (слабо-кислі)         | 5.6–6.0                       | Кислі                          | Гірша фільтраційність, капілярність і проникність | | хвойні, гіпоарктичні чагарники, рослини торфовищ, багато гірських рослин (кислі силікатні породи) | Розкислення кальцієм:вапно, доломітове борошно, фосфоритне борошно, низинний торф, лесоподібні карбонатні суглинки, дефекат, органо-мінеральні компости     |
| Слабокислі                   | 6                             | 5,5–6                         | 5,5–6 (близькі до нейтр.)     | 6.1–6.5                       | Сл.кис.                        | Верескові та дернові ґрунти | | більшість сільсько-господарськихкультур                                                           | Не потребують корекції кислотності у сільському господарстві                                                                                                |
| Нейтральні                   | 7                             | 6–7                           | 6,0-7,0                       | 6.6–7.3                       | Нейтр.                         | Біогумус, листяна, перегнійна земля | Некарбонатні, повністю насичені Ca, Mg                                                                                          | більшість сільсько-господарськихкультур                                                           | Не потребують корекції кислотності у сільському господарстві                                                                                                |
| Слаболужні                   | 8                             | 7–7,5                         | > 7 (лужні)                   | 7.4–7.8                       | Лужні                          | Перегній (компост) (8.0) | | багато декоративних рослин                                                                        | Закислення: гіпс (гіпсування солонців); сірка (сульфатамонійні добрива), мульча чи опад хвої, торф верховий, подрібнена кора (сосна), свіжий гній, сечовина |
| Помірнолужні (середньолужні) | 9                             | 7,5–8                         | > 7 (лужні)                   | 7.9–8.4                       | Лужні                          | Солончаки та солонці (8-9), солонцюваті ґрунти, суглинки, глинисті ґрунти. Степ і лісостеп України: південні чорноземи, каштанові, бурі ґрунти. Містять солі кальцію (крейда, вапно).                                                            | Важкі, у вологому стані в'язкі, липкі, водонепроникні. Низькородючі через фіз. властивості та хім. склад. Токсичні для коренів. | багато декоративних рослин                                                                        | Закислення: гіпс (гіпсування солонців); сірка (сульфатамонійні добрива), мульча чи опад хвої, торф верховий, подрібнена кора (сосна), свіжий гній, сечовина |
| Сильнолужні                  | 10                            | 8–8,5                         | > 7 (лужні)                   | 8.5–9.0                       | Лужні                          | Солончаки та солонці (8-9), солонцюваті ґрунти, суглинки, глинисті ґрунти. Степ і лісостеп України: південні чорноземи, каштанові, бурі ґрунти. Містять солі кальцію (крейда, вапно).                                                            | Важкі, у вологому стані в'язкі, липкі, водонепроникні. Низькородючі через фіз. властивості та хім. склад. Токсичні для коренів. | багато декоративних рослин                                                                        | Закислення: гіпс (гіпсування солонців); сірка (сульфатамонійні добрива), мульча чи опад хвої, торф верховий, подрібнена кора (сосна), свіжий гній, сечовина |
| Дуже сильнолужні             | 11                            | > 8,5                         | > 7 (лужні)                   | > 9.0                         | Лужні                          | Солончаки та солонці (8-9), солонцюваті ґрунти, суглинки, глинисті ґрунти. Степ і лісостеп України: південні чорноземи, каштанові, бурі ґрунти. Містять солі кальцію (крейда, вапно).                                                            | Важкі, у вологому стані в'язкі, липкі, водонепроникні. Низькородючі через фіз. властивості та хім. склад. Токсичні для коренів. | багато декоративних рослин                                                                        | Закислення: гіпс (гіпсування солонців); сірка (сульфатамонійні добрива), мульча чи опад хвої, торф верховий, подрібнена кора (сосна), свіжий гній, сечовина |

## Преференції рослин до кислотності
Найсприятливішими для росту і розвитку більшості сільськогосподарських культур і ґрунтової біоти є нейтральні та слабокислі ґрунти.
| Ґрунти за кислотністю | pH | Рослини, які надають перевагу таким ґрунтам                                                                                                   | Рослини, які надають перевагу таким ґрунтам |
| --------------------- | -- | --- | --- |
| Дуже сильнокислі      | 3  | хвойні, гіпоарктичні чагарники (брусниця, буяхи, багно, карликова береза), рослини торфовищ і багато гірських рослин (кислі силікатні породи) | хвощі, мохи, щавлі, верески, туї, акації, калина, ромашка, подорожник, кропива, осот, кизил, триколірна фіалка, гірчак шорсткий, жовтець повзучий, жимолость, барбарис, магнолія 4-5 (4,5-5,5): азалії, антуріум, камелії, ломикамінь, монстера, папороті. 4,5–5,5: кала, верес, гортензії, рододендрон, фуксія. < 5: лохина, журавлина, брусниця, чорниця, горобина, ялівець. біля 5,5: рододендрони, гарденії, пальми, фікуси, фуксія, цикламен, шеффлера. Дуже кис.: роман польовий, єрика, щавель кислий, біловус стиснутий, марянник дібровний Сер. кис.: сфагнум балтійський, гірчак почечуйний, м'ята, брусниця, багно болотне, оксаліс, дивина ведмеже вухо |
| Сильнокислі           | 4  | хвойні, гіпоарктичні чагарники (брусниця, буяхи, багно, карликова береза), рослини торфовищ і багато гірських рослин (кислі силікатні породи) | хвощі, мохи, щавлі, верески, туї, акації, калина, ромашка, подорожник, кропива, осот, кизил, триколірна фіалка, гірчак шорсткий, жовтець повзучий, жимолость, барбарис, магнолія 4-5 (4,5-5,5): азалії, антуріум, камелії, ломикамінь, монстера, папороті. 4,5–5,5: кала, верес, гортензії, рододендрон, фуксія. < 5: лохина, журавлина, брусниця, чорниця, горобина, ялівець. біля 5,5: рододендрони, гарденії, пальми, фікуси, фуксія, цикламен, шеффлера. Дуже кис.: роман польовий, єрика, щавель кислий, біловус стиснутий, марянник дібровний Сер. кис.: сфагнум балтійський, гірчак почечуйний, м'ята, брусниця, багно болотне, оксаліс, дивина ведмеже вухо |
| Середньокислі         | 5  | хвойні, гіпоарктичні чагарники (брусниця, буяхи, багно, карликова береза), рослини торфовищ і багато гірських рослин (кислі силікатні породи) | хвощі, мохи, щавлі, верески, туї, акації, калина, ромашка, подорожник, кропива, осот, кизил, триколірна фіалка, гірчак шорсткий, жовтець повзучий, жимолость, барбарис, магнолія 4-5 (4,5-5,5): азалії, антуріум, камелії, ломикамінь, монстера, папороті. 4,5–5,5: кала, верес, гортензії, рододендрон, фуксія. < 5: лохина, журавлина, брусниця, чорниця, горобина, ялівець. біля 5,5: рододендрони, гарденії, пальми, фікуси, фуксія, цикламен, шеффлера. Дуже кис.: роман польовий, єрика, щавель кислий, біловус стиснутий, марянник дібровний Сер. кис.: сфагнум балтійський, гірчак почечуйний, м'ята, брусниця, багно болотне, оксаліс, дивина ведмеже вухо |
| Слабокислі            | 6  | більшість сільгоспкультур, конюшина, волошка, жовтець, польова берізка                                                                        | 5,5–6,5: аспарагус, бегонія, пеларгонія, примули, абутилон, амариліс, традесканція, аралія, фікус еластика. 5-6: бегонія, гортензія, інжир, пеларгонія, примула, хлорофітум, фікус пирій повзучий, дзвоники, анемона дібровна, шипшина, осока волосиста і рання |
| Нейтральні            | 7  | більшість сільгоспкультур, конюшина, волошка, жовтець, польова берізка                                                                        | 6-7: квасоля, кріп, томат, баклажани, кукурудза, диня, кабачок, патисон, хрін, шпинат, ревінь, морква, часник, листові капусти, брюсельська капуста, редис, кавун, цикорій. пшениця, ячмінь, кукурудза, соняшник, соя, горох, ріпак, огірки, салат, цибуля (чутливі до ґрунтової кислотності). агава, амариліс, аспарагус, аукуба, бальзамін, драцена, клівія, кринум. 6,5–7: ячмінь, соя, горох.. троянди, цинерарія, саксіфрага, матіола, хризантеми рН=7: геліотроп, кальцеолярія |
| Слаболужні            | 8  | багато декоративних рослин. Сильнолужні ґрунти (солонці) вкрай несприятливі для винограду і більшости плодових культур (розвивається хлороз). | < 8: абрикоса, айва, груша, персик, черешня, кизил, мигдаль, волоський горіх, шовковиця. 8: мирт, пальма |
| Середньолужні         | 9  | багато декоративних рослин. Сильнолужні ґрунти (солонці) вкрай несприятливі для винограду і більшости плодових культур (розвивається хлороз). | > 7: Декоративні: антуріум, бальзамін, бегонія, дифенбахія, калатея, кротон, сенполія, сингоніум, спатифілум, сциндапсус, традесканція. Дерева: айлант, акація біла, в'яз карликовий, глід к., гледичія, груша верболиста і лохолиста, дуб звичайний і пухнастий, катальпа зв., клени польовий, ясенелистий, гостролистий, платан сх., софора яп., сумах оцт., тополя чорна, церцис євр., шовковиця біла, ясен зв. дикий мак, польова гірчиця, берізка |
| Сильнолужні           | 10 | багато декоративних рослин. Сильнолужні ґрунти (солонці) вкрай несприятливі для винограду і більшости плодових культур (розвивається хлороз). | > 7: Декоративні: антуріум, бальзамін, бегонія, дифенбахія, калатея, кротон, сенполія, сингоніум, спатифілум, сциндапсус, традесканція. Дерева: айлант, акація біла, в'яз карликовий, глід к., гледичія, груша верболиста і лохолиста, дуб звичайний і пухнастий, катальпа зв., клени польовий, ясенелистий, гостролистий, платан сх., софора яп., сумах оцт., тополя чорна, церцис євр., шовковиця біла, ясен зв. дикий мак, польова гірчиця, берізка |
| Дуже сильнолужні      | 11 | багато декоративних рослин. Сильнолужні ґрунти (солонці) вкрай несприятливі для винограду і більшости плодових культур (розвивається хлороз). | > 7: Декоративні: антуріум, бальзамін, бегонія, дифенбахія, калатея, кротон, сенполія, сингоніум, спатифілум, сциндапсус, традесканція. Дерева: айлант, акація біла, в'яз карликовий, глід к., гледичія, груша верболиста і лохолиста, дуб звичайний і пухнастий, катальпа зв., клени польовий, ясенелистий, гостролистий, платан сх., софора яп., сумах оцт., тополя чорна, церцис євр., шовковиця біла, ясен зв. дикий мак, польова гірчиця, берізка |

6,5–7,5: цукрові, столові та кормові буряки, люцерна, еспарцет, капуста (найчутливіші до кислотності ґрунту).
6,2 - 7,5: капуста, буряк, горох, селера, огірок, салат, цибуля ріпчаста, спаржа, петрушка, морква, ріпа.
5.0-6,5: картопля, перець, боби, щавель, пастернак, гарбуз.
5-7,5 (найкраще при 5,5-6,5): жито, овес, просо, гречка, картопля, льон, морква, томат (менш чутливі до підвищеної кислотності).
| Сильнокис. | Сильнокис. | Сильнокис. | Помірнокислий ґрунт | Помірнокислий ґрунт | Помірнокислий ґрунт | Помірнокислий ґрунт | Помірнокислий ґрунт | Помірнокислий ґрунт              | Помірнокислий ґрунт | Помірнокислий ґрунт | Помірнокислий ґрунт | Помірнокислий ґрунт | Слабокислий ґрунт                 | Слабокислий ґрунт | Слабокислий ґрунт | Слабокислий ґрунт | Слабокислий ґрунт | Слабокислий ґрунт | Слабокислий ґрунт | Слабокислий ґрунт | Слабокислий ґрунт      | Слабокислий ґрунт | Нейтральний ґрунт | Нейтральний ґрунт | Нейтральний ґрунт | Нейтральний ґрунт | Нейтральний ґрунт | Нейтральний ґрунт | Нейтральний ґрунт | Нейтральний ґрунт | Нейтральний ґрунт | Нейтральний ґрунт | Сл.луж. | Сл.луж. |
| 4.7        | 4.8        | 4.9        | 5.0                 | 5.1                 | 5.2                 | 5.3                 | 5.4                 | 5.5                              | 5.6                 | 5.7                 | 5.8                 | 5.9                 | 6.0                               | 6.1               | 6.2               | 6.3               | 6.4               | 6.5               | 6.6               | 6.7               | 6.8                    | 6.9               | 7.0               | 7.1               | 7.2               | 7.3               | 7.4               | 7.5               | 7.6               | 7.7               | 7.8               | 7.9               | 8.0     | 8.1     |
| ---------- | ---------- | ---------- | ------------------- | ------------------- | ------------------- | ------------------- | ------------------- | -------------------------------- | ------------------- | ------------------- | ------------------- | ------------------- | --------------------------------- | ----------------- | ----------------- | ----------------- | ----------------- | ----------------- | ----------------- | ----------------- | ---------------------- | ----------------- | ----------------- | ----------------- | ----------------- | ----------------- | ----------------- | ----------------- | ----------------- | ----------------- | ----------------- | ----------------- | ------- | ------- |
| Гречка     |            |            |                     |                     |                     |                     |                     |                                  |                     |                     |                     |                     |                                   |                   |                   |                   |                   |                   |                   |                   |                        |                   |                   |                   |                   |                   |                   |                   |                   |                   |                   |                   |         |         |
|            |            |            | Картопля            | Картопля            | Картопля            | Картопля            | Картопля            | Картопля                         |                     |                     |                     |                     | Огірок                            | Огірок            | Огірок            | Огірок            | Огірок            | Огірок            | Огірок            | Огірок            | Огірок                 | Огірок            | Огірок            | Огірок            | Огірок            | Огірок            | Огірок            | Огірок            | Огірок            | Огірок            | Огірок            | Огірок            |         |         |
|            |            |            |                     |                     |                     |                     |                     | Морква                           |                     |                     |                     |                     |                                   |                   |                   |                   |                   |                   |                   |                   |                        |                   |                   |                   |                   |                   |                   |                   |                   |                   |                   |                   |         |         |
|            |            |            |                     |                     |                     |                     |                     | Просо, овес (до 7,7), жито озиме |                     |                     |                     |                     |                                   |                   |                   |                   |                   |                   |                   |                   |                        |                   |                   |                   |                   |                   |                   |                   |                   |                   |                   |                   |         |         |
|            |            |            |                     |                     |                     |                     |                     |                                  |                     |                     |                     | Льон                | Льон                              | Льон              | Льон              | Льон              | Льон              | Льон              |                   | Капуста           | Капуста                | Капуста           | Капуста           | Капуста           | Капуста           | Капуста           | Капуста           |                   |                   |                   |                   |                   |         |         |
|            |            |            |                     |                     |                     |                     |                     |                                  |                     |                     |                     |                     | Пшениця ярова                     |                   |                   |                   |                   |                   |                   |                   |                        |                   |                   |                   |                   |                   |                   |                   |                   |                   |                   |                   |         |         |
|            |            |            |                     |                     |                     |                     |                     |                                  |                     |                     |                     |                     | Соняшник                          | Соняшник          | Соняшник          | Соняшник          | Соняшник          | Соняшник          | Соняшник          | Соняшник          | Соняшник               |                   | Цукровий буряк    | Цукровий буряк    | Цукровий буряк    | Цукровий буряк    | Цукровий буряк    | Цукровий буряк    |                   |                   |                   |                   |         |         |
|            |            |            |                     |                     |                     |                     |                     |                                  |                     |                     |                     |                     | Кукурудза, горох, конюшина, салат |                   |                   |                   |                   |                   |                   |                   |                        |                   |                   |                   |                   |                   |                   |                   |                   |                   |                   |                   |         |         |
|            |            |            |                     |                     |                     |                     |                     |                                  |                     |                     |                     |                     |                                   |                   |                   | Томати            | Томати            | Томати            | Томати            | Томати            |                        |                   |                   | Конопля           | Конопля           | Конопля           | Конопля           |                   |                   |                   |                   |                   |         |         |
|            |            |            |                     |                     |                     |                     |                     |                                  |                     |                     |                     |                     |                                   |                   |                   | Пшениця озима     |                   |                   |                   |                   |                        |                   |                   |                   |                   |                   |                   |                   |                   |                   |                   |                   |         |         |
|            |            |            |                     |                     |                     |                     |                     |                                  |                     |                     |                     |                     |                                   |                   |                   |                   |                   | Соя               |                   |                   |                        |                   |                   |                   |                   |                   |                   |                   |                   |                   |                   |                   |         |         |
|            |            |            |                     |                     |                     |                     |                     |                                  |                     |                     |                     |                     |                                   |                   |                   |                   |                   |                   |                   |                   | Столовий буряк, ячмінь |                   |                   |                   |                   |                   |                   |                   |                   |                   |                   |                   |         |         |
|            |            |            |                     |                     |                     |                     |                     |                                  |                     |                     |                     |                     |                                   |                   |                   |                   |                   |                   |                   |                   |                        |                   | Люцерна           |                   |                   |                   |                   |                   |                   |                   |                   |                   |         |         |

## Вплив кислотності ґрунту на рослини
Значно віддалена від нейтральної кислотність ґрунту (як закислення, так і залужнювання) робить недоступними у ґрунтовому розчині поживні речовини, необхідні рослинам для життя, впливає на діяльність ґрунтової мікробіоти. Різні рослини залежно від фізіологічних особливостей по-різному реагують на кислотність.
Надмірна (pH > 9) або низька (pH < 4) кислотність ґрунту токсична для коренів рослин. В межах цих значень pH визначає поведінку окремих поживних речовин, їх осадження або перетворення в недоступні рослинам форми.
В дуже кислих ґрунтах (pH 4.0-5.5):
- Залізо, алюміній і марганець стають доступні рослинам, а їх концентрація досягає токсичного рівня (до алюмінію високочутливі, наприклад, буряк, горох, квасоля, до марганцю - майже всі овочі).[8] Надлишок цих металів порушує вуглеводний та білковий обмін рослин і утворення органів розмноження, що значно знижує врожай і може спричинити загибель посівів. Алюміній обмежує або й зупиняє розвиток коренів, і рослини не можуть поглинати воду й поживні речовини, розвивається дефіцит (особливо фосфору). Токсичні рівні марганцю перешкоджають росту, змінюють рослину та знижують врожайність[5].
- При цьому ускладнюється надходження в рослини фосфору, калію, сірки, кальцію, магнію, молібдену. В результаті голодування рослини можуть гинути без зовнішніх причин (таких як мороз, хвороби і шкідники).[8]
- Погіршуються фільтраційна здатність, капілярність та проникність ґрунту.[8]
- Пригнічується діяльність корисних мікроорганізмів, що беруть участь у розкладанні гною, торфу, компостів і інших форм органічних решток для вивільнення із них доступної для рослин форми поживних речовин.[8]
- На коренях погано розвиваються бульбочкові нітрифікуючі бактерії: бобові культури значно гірше засвоюють азот з повітря і з добрив, він не збагачує ґрунти.[8] За підвищення рН із 6,2 до 7 кількість нітрифікуючих бактерій зростає у 55 разів. Практично не розвиваються у кислому середовищі й бульбочкові азотфіксуючі бактерії бобових[16].
- Патогенна флора натомість розмножується швидше[17]: гриби роду Fusarium та інші збудники, кореневі гнилі зернових, кила капусти й ріпаку та інших[16].
- Загалом при кислій реакції ґрунту підвищується засвоєння аніонів, але утруднюється засвоєння катіонів. В результаті порушуються мінеральне живлення, потрапляння до рослин кальцію та магнію, гальмується синтез білків та цукрів.[8]
- Гербіциди з сімейства імідазолінонів (imi-гербіциди), такі, як Евролайтінг або Фабіан, повільно розкладаються в кислих ґрунтах.[17]

Крім цього, порушення азотистого, водного, білкового обміну в ґрунтах призводять до таких проблем:
- На поверхні з'являється кірка, що запобігає потраплянню вологи та повітря. Рослини гинуть через сухість глибоких шарів ґрунту і нестачу кисню.
- Висока кислотність заважає засвоєнню корисних речовин. Внесення магнію, фосфору і інших мікроелементів виявляється марним.
- Великий вміст у землі важких металів, через що сповільнюється ріст і падає врожайність.
- Токсичні речовини, які в нейтральних ґрунтах вимиваються і знезаражуються, накопичуються і викликають хвороби рослин.[17]

В дуже лужних грунтах (pH 7.5-8.5):
- Залізо, марганець, фосфор, мідь, цинк, бор і більшість мікроелементів стають менш доступними рослинам через утворення нерозчинних гідроксидів.[8]
- Посилюється потрапляння катіонів, утруднюється аніонне живлення.[8]
- Втрати внесеної сечовини з ґрунтів на випаровування більші.[17]
- Зростають ризики опіків рослин від контакту коренів з сечовиною.[17]
- Гербіциди з сімейства сульфонілсечовин і триазинів (атразин) та інших гербіцидів повільно розкладаються в ґрунтах.[17]

Оптимальним вважається pH = 6.5 (6,6-6,9), при якому більшість основних поживних речовин доступні рослинам, тобто знаходяться в грунтовому розчині. Такий ґрунт сприятливий для розвитку корисних ґрунтових мікроорганізмів, що збагачують ґрунт азотом. Хоча окремі види рослин пристосувалися до кислого або лужного середовищ, більшість рослин добре розвиваються при нейтральній або слабокислій реакції ґрунту (pH 6.0-7.0).
Іони водню можуть витісняти в ґрунтовий розчин мінеральні катіони, більш того, іони кальцію, магнію, калію і натрію, знаходяться в постійному русі між ґрунтовими частинками, ґрунтовим розчином і корінням рослин. Високий рівень катіонного обміну характерний для глинистих і органічних ґрунтів, низький – для піщаних.

## Коригування кислотності ґрунтів
У складі сільськогосподарських угідь України налічувалось близько 10 млн. га кислих ґрунтів (2019). Розкислення ґрунту лише на одиницю значення (від 5,0 до 6,0) сприяє підвищенню урожайності до 50%. Серед методів поліпшення кислотно-основного режиму ґрунтів:
| Тип меліораційних процедур | Розкислення (для ґрунтів з високою кислотністю) | Закислення (для ґрунтів з високою лужністю) |
| -------------------------- | --- | --- |
| Внесення добрив            | внесення кальцієвмісних меліорантів: вапна (вапнування ґрунтів), доломітового борошна, дефекату, органо-мінеральних компостів, фосфоритного борошна, низинного торфу, лесоподібних карбонатних суглинків). | внесення гіпсу (гіпсування солонців); сірки (сульфатамонійні добрива), мульчі чи опаду хвої, торфу верхового, подрібненої кори (сосна), свіжого гною, сечовини |
| Механічна обробка ґрунту   | | глибока оранка полів (додатково до меліоруючих добавок), неглибоке перекопування присадибних ділянок                                                           |
| Механічна обробка ґрунту   | орошення (прискорює меліорацію солончаків) | |
| Висадка сидератів          | раціональна система сівозміна, посів люпину | посів люцерни, гірчиці |

В Україні ґрунти з рН 5,5 і трохи вище (слабокислі) зазвичай не вапнують. Проте більшість культур (як-от кукурудза) реагують на вапнування вже в перший рік. Велику роль зіграло істотне скорочення обсягів вапнування кислих ґрунтів. Так, у 1980-1990-х в Україні щороку вапнувалося 1,5 млн га, в 2019 р. – лише на 137 тис. Га. Окупність інвестицій у вапнування становить 1-1,2 грн на кожну вкладену гривню, а в 2019 р. воно становило 1,3 грн. Адже на полях, де розкислено ґрунт, врожайність пшениці на 5-6 ц га вище, ніж до розкислення, кукурудзи – на 10-20 ц/га, а цукрових буряків – мінімум на 50 ц/га.